# 卡布·斯旺森
凯文·卢克·斯旺森（英语：Kelvin Luke Swanson，1983年11月2日—），美国综合格斗运动员。他现隶属于终极格斗冠军赛（UFC）羽量级选手。截止2017年8月17日,斯旺森在 UFC官方排名中排 #4， Sherdog 排名中排 #5.

## 早年生活
斯旺森在加利福尼亚州棕榈泉市出生。他有一位瑞典裔父亲、墨西哥裔母亲和四个兄弟姐妹。在斯旺森三个月大的时候他父亲因癌症去世。他的母亲因此十分悲痛。一位远房亲戚收养了包括斯旺森在内的五个孩子。斯旺森的领养家庭是虔诚的基督徒，所以斯旺森大部分童年都是在教堂里度过的。然而，在斯旺森十四岁时，他的领养父母离异了。因此斯旺森和他的兄弟姐妹们又回到了他亲身母亲的家里。
在青少年时期，斯旺森和当地街头团伙结交并参与了许多巷斗。他和两个朋友因入室抢劫被警察逮捕。斯旺森因此被关入青少年拘留中心，十七岁时才被释放。两年后，斯旺森开始为美国脑瘫联合协会工作，专门帮助有社会功能缺陷的孩子。
斯旺森受邀同 UFC 运动员乔·史蒂文森（Joe Stevenson）学习综合格斗（简称MMA）。他接受了邀请，开始学习综合格斗。

## 综合格斗生涯

### 早起生涯
2004年7月25日，斯旺森初次登台。对手香农·谷哥提（Shannon Gugerty)仅用30秒便用裸绞制服了斯旺森。战败后斯旺森继续参加比赛。在进入世界极限龙斗(WEC)之前共赢得了九场比赛，包括 2006 年和谷哥提的一场复赛。

### 世界极限龙斗

#### 2007
3月24日，斯旺森在 WEC 首次亮相，用断头台制服了对手汤米·李 (Tommy Lee)。WEC 给斯旺森服了 $6,000 公开薪酬。接下来，斯旺森迎战米卡·米勒 (Micah Miller)。斯旺森以一致判定取胜。这成就了斯旺森11场不败的战绩。
前终极格斗冠军赛轻量级冠军赞斯·普尔弗(Jens Pulver)在 WEC 31 击败了斯旺森。在第一轮，斯旺森试图用单腿摔摁倒普尔弗。普尔弗借此用断头台制服了斯旺森。

#### 2008
斯旺森在2008年12月3日，WEC 37 对战高谷裕之。斯旺森以一致判定取胜，并获得了格斗之夜奖金。这是斯旺森第一次获得格斗之夜奖励。

#### 2009
WEC 安排斯旺森在4月5日的 WEC 40 对战迭戈`努涅斯（Diego Nunes）。努涅斯赛前因手受伤被迫退出赛事。
斯旺森在6月7日的 WEC 41 对战何塞·奥尔多 （José Aldo）。奥尔多用飞膝在八秒内便技术性击倒了斯旺森。这是斯旺森第一次也是目前唯一一次被击倒。尽管如此，WEC 还是付给了斯旺森 $8940 本钱。
斯旺森接下来在 WEC 44 制服了约翰·弗兰奇。 这场比赛赢得了斯旺森格斗之夜奖励。 在这场比赛中斯旺森双手都骨折了。

#### 2010
WEC 安排了斯旺森和“韩国僵尸”郑赞盛(정찬성)比赛。斯旺森因为受伤而被迫退出。
8月18日，斯旺森和查得·门德斯 (Chad Mendes) 比赛。门德斯在比赛中不断摔倒斯旺森。斯旺森被一致判定击败。
斯旺森接着在11月11日 WEC 52 对战马肯斯`斯梅尔奇尔 (Mackens Semerzier)。他以分歧性裁定获胜。两位参赛者都获得了格斗之夜奖

#### 2011
2011年10月28日，世界极限龙斗和终极格斗冠军赛（UFC）合并。大部分 WEC 运动员也因此加入了 UFC。

### 终极格斗冠军赛

#### 2011
在UFC首秀上斯旺森对战卡多·拉马斯 (Richardo Lamas)。马拉斯在第二轮用手臂三角绞降服了斯旺森。

#### 2012

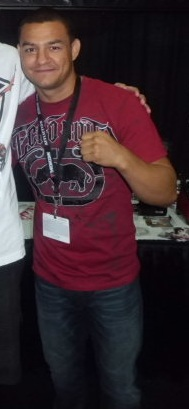
2012年的斯旺森

斯旺森在2012年1月28日对阵乔治·鲁普(George Roop)。赛前，斯旺森说：“我就真的想干掉这个小子......我是个更全面的拳手。” 比赛进入第二轮的时候斯旺森打掉了鲁普的牙套。裁判约翰·麦卡锡终止了比赛。斯旺森以技术性击倒胜利。
2012年6月22日，前轻量级选手罗斯-皮尔森(Ross Pearson)和斯旺森比赛。斯旺森在第二轮以技术性击倒取胜。
同年，斯旺森在UFC 152对战查勒斯·欧利维拉。欧利维拉赛前重量为146.4磅，没能达到羽量级145.0磅的标准体重。斯旺森在第一轮取得了击倒胜利。

#### 2013
斯旺森原本要在2013年2月16日对战丹尼斯-锡弗(Dennis Siver)的，但是锡弗因受伤被迫退出比赛。取而代之的是前轻量级选手达斯汀·普瓦里尔。斯旺森以一致判定取胜。与锡弗的比赛被推迟至2013年7月6日。斯旺森在第三轮以技术性击倒击败锡弗。

## 外部連結
- 卡布·斯旺森的Facebook專頁
- 卡布·斯旺森的X（前Twitter）
- 卡布·斯旺森的Instagram帳戶